# Ibiassucê
Ibiassucê là một đô thị thuộc bang Bahia, Brasil. Đô thị này có diện tích 382,472 km², dân số năm 2007 là 9446 người, mật độ 24,7 người/km².